# Taguasco
Taguasco es un municipio de la provincia de Sancti Spíritus, en la región Central de Cuba.
Fue creado como municipio a raíz de la última división político-administrativa efectuada en la isla en octubre de 1976.

## Etimología
El nombre  «taguasco» es el plural de la palabra aborigen  «tagua», que es el nombre con que los indios denominaban a una especie de palmera parecida a la palma africana, la palma de corojos (Acrocomia crispa).

## Actividad económica
El cultivo de la caña de azúcar, el tabaco, la ganadería, las producciones de cemento, azúcar y sus derivados (alcoholes y rones de alta calidad), constituyen la base económica de este municipio.

## Historia
En sus 517 kilómetros cuadrados de extensión existen 47 sitios vinculados con las guerras independentistas, que iniciaron en 1869 el jefe mambí de esa región Honorato del Castillo y Serafín Sánchez Valdivia. Este último alcanzaría el grado de mayor general, y se convertiría en el símbolo inspirador de los espirituanos (habitantes de la provincia de Sancti Spíritus).
En tierras de Taguasco se escuchó por última vez la voz del mayor general Serafín Sánchez ordenando: «Me han matado, pero eso no es nada: siga la marcha».
Henry Reeve, Máximo Gómez y Antonio Maceo tuvieron a Taguasco como escenario de lucha, y fue en un punto de su geografía donde la columna invasora mambí recibió del gobierno de la «República en Armas» (1869) la bandera cubana que llevó hasta la occidental villa de Pinar del Río.
Con la imposición de la República neocolonial (1902-1959), las luchas obreras en el municipio propiciaron la creación en 1932 de las iniciales células del primer Partido Comunista de Cuba, que ganó prestigio y arraigo por su lucha en defensa de los trabajadores y los humildes.
La dictadura batistiana cobró vidas taguasquenses, en horrendos crímenes que convirtieron en mártires a varios de sus hijos, entre ellos Pedro María Rodríguez, Jorge Ruiz Ramírez y José García Borroto; otros muchos hombres y mujeres de esa zona lucharon en la clandestinidad o las montañas por la total liberación nacional.
El comandante 
Tras el triunfo revolucionario de enero de 1959, al ingenio-destilería existente se unieron la fábrica de cemento Siguaney, resultado del primer recorrido del comandante Ernesto Che Guevara por el entonces campo socialista europeo y pionera en el empleo del crudo nacional en sustitución del fuel oil.
Después se erigieron una planta de asbesto cemento y dos tabaquerías para la exportación. Su geografía exhibe con orgullo centros docentes de diferentes enseñanzas, y hasta en los más recónditos disfrutan de programas audiovisuales y de computación, consultorios médicos y enfermeras de familia velan junto a otras instalaciones del sector por la salud de los pobladores en todas sus comunidades.

## Autopista Nacional
La Autopista Nacional ―popularmente conocida en casi toda Cuba como "Ocho vías", termina su tramo totalmente transitable en la entrada norte de Taguasco, que es la cabecera municipal. Desde dicho punto y atravesando toda la ciudad, la autopista enlaza con la Carretera Central en el kilómetro 408, en el lugar conocido como El Majá, a 8 kilómetros del municipio de Jatibonico.